# 茚满
二氢茚（英語：也译作茚满，茚烷）是分子式为C6H4(CH2)3的双环烃类有机化合物，常温下为无色液体。茚满是一种石油化工产品，在煤焦油里约占0.1%，通常由茚催化加氢而来。